# Przysposobienie Wojskowe Kobiet
Przysposobienie Wojskowe Kobiet (PWK) – paramilitarna organizacja kobieta powstała w 1923 roku, na miejscu rozwiązanej rok wcześniej Ochotniczej Legii Kobiet. Inicjatorkami powołania PWK były członkinie dawnych organizacji Związku Strzeleckiego oraz Polskiej Organizacji Wojskowej. PWK ujęto w odrębną jednostkę organizacyjną o osobowości prawej dnia 20 marca 1928 roku, kiedy to w Warszawie powołano stowarzyszenie pod nazwą Organizacja Przysposobienia Kobiet do Obrony Kraju. Do lipca 1939 roku PWK liczyło ok. 47 tys. członkiń (tzw. pewiaczek). Symbolem PWK były sztandar, poświęcony 12 maja 1929 roku, oraz pieśń pt. Marsz pewiaczek, skomponowany przez Feliksa Nowowiejskiego.
Działaczki Komitetu uważały, że w wyniku rozwoju techniki wojskowej i obaw o zastosowanie broni biologicznej i chemicznej przyszła wojna będzie miała charakter totalny. Stąd głosiły, że udział kobiet w wojnie będzie konieczny, gdyż niedopuszczenie ich do walk ograniczy siły wojskowe o połowę.

## Historia
Po odzyskaniu przez Polskę niepodległości kombatantki I wojny światowej były przekonane, że konieczne jest przygotowanie kobiet w obronie kraju na wypadek wybuchu kolejnej wojny. Na początku grudnia 1918 roku powstała Milicja Obywatelska Kobiet. W wyniku problemów finansowanych i braku ochotniczek, Milicję przekształcono w Ochotniczą Legię Kobiet (OLK), formację wojskową, skupiającą głównie kobiety pochodzące ze środowisk inteligenckich. OLK brała udział w bitwie warszawskiej w sierpniu 1920 roku. Na wniosek ministra skarbu prof. Jerzego Machulskiego OLK rozwiązano 1 lutego 1922 roku. Organizację rozwiązano w celu znalezienia oszczędności w budżecie Polski. Decyzja o likwidacji OLK spotkała się z dezaprobatą Ministerstwa Spraw Wojskowych, który dążył do wprowadzenia ochotniczej służby wojskowej kobiet w ramach ustawy o powszechnym obowiązku służby wojskowej. Przygotowaniem obronnym kobiet zaczęły zajmować się organizacje społeczne i paramilitarne.
Krótko przed rozwiązaniem OLK, w dniach 16 i 17 grudnia 1921 roku w Poznaniu odbył się dwudniowy nadzwyczajny zjazd, zwołany przez kpt. Elżbietę Wysłouch-Zawadzką, zastępczynię komendantki OLK Aleksandry Zagórskiej. Podczas obrad kpt. Ludwika Wysłołuch-Zawadzka odczytała referat programowy, podkreślający zasługi OLK i całokształt pracy oraz postulowała, by kontynuować szkolenie kobiet również w czasie pokoju. Podczas zjazdu niektóre uczestniczki (m.in por. Wanda Gertz, por. Kamila Janota, ppor. Irena Kowalska-Tomalakowa, ppor. Stefania Kudelska, por. Stanisława Paleolog, por. Maria Wittek) ustanowiły, że jeśli Ministerstwo Spraw Wojskowych nie wyrazi zgody na zachowanie choćby kadrowego kobiecego ośrodka szkoleniowego, oficerowie OLK zorganizują na terenie społecznym i siłami społecznymi szkolenie kobiet do wojskowej służby pomocniczej, równocześnie zabiegając o generalne uregulowanie sprawy pomocniczej wojskowej służby kobiet w ramach ustawy o powszechnym obowiązku służby wojskowej. Za sprawą por. Marii Wittek we wnioskach końcowych zapisano postulat o powołaniu komórki do spraw przygotowania kobiet do służby wojskowej, podlegającej Oddziałowi III Sztabu Generalnemu Wojska Polskiego. Dostrzegając konieczność doszkolenia kadry, kilka uczestniczek zjazdu zadeklarowało swój akces na szkolenie. W Warszawskiej Szkole Podchorążych Piechoty szkolenie przeszły: por. Maria Wittek, ppor. Maria Podhorska, ppor. Halina Piwońska.
W styczniu 1922 roku gen. Kazimierz Sosnkowski zgodził się na utworzenie Referatu Przysposobienia Rezerw Kobiecych. Referat powołano wiosną 1922 roku. W jej obsadzie znalazły się absolwentki kursu Szkoły Podchorążych. Głównym zadaniem Referatu było przygotowywanie i prowadzenie wśród stowarzyszeń kobiecych szkoleń z zakresu przysposobienia wojskowego oraz ich propagowanie. Jesienią 1922 roku por. Maria Wittek zorganizowała Samodzielny Referat Pracy Kobiet przy Zarządzie Głównym Związku Strzeleckiego. Ppor. Halina Piwońska propagowała Referat w terenach akademickich. Z inicjatywy Wittek i Piwońskiej powołano Komitet Rezerw Kobiecych, przekształcony w październiku 1922 roku w Komitet Społeczny Przysposobienia Kobiet do Obrony Kraju (KSPKdOK; znany również jako: Zrzeszenie Stowarzyszeń Przysposobienia Kobiet do Obrony Kraju). Przewodniczącą KSPKdOK była Konstancja Łubieńska, zastępczynią Maria Wittek. KSPKdOK miało poparcie społeczne oraz władz wojskowych.
W 1922 roku Referat Przysposobienia Rezerw Kobiecych opracował zasadnicze wytyczne dla Przysposobienia Wojskowego Kobiet. Formalnie PWK powołano w 1923 roku. Do organizacji przyłączyło się większość wojskowych organizacji dla kobiet działających w niepodległej Polsce (m.in.: Związek Strzelecki, Koło Polek, Związek Harcerstwa Polskiego, Polski Biały Krzyż, Polskie Towarzystwo Gimnastyczne „Sokół”).
W zaleceniach wyróżniono dwa zasadnicze działy szkolenia obronnego kobiet. Pierwszy miał zająć się powszechnym przysposobieniem kobiet do działań wojennych. Drugi odpowiadał za wyszkolenie organizacyjne, wojskowe i wychowanie obywatelek na rzecz służby pomocniczej dla wojska. Realizacją szkoleń organizacyjnych, wojskowych i wychowania obywatelek miał zająć się Klub Starszych Instruktorek Przysposobienia Wojskowego Kobiet, powołany pod koniec 1922 roku, zarejestrowany 23 marca 1923 roku. Działał on w ramach KSPKdOK. Na przełomie 1923 i 1924 roku ukształtowały się ideowe założenia organizacji oraz organizowania kadry instruktorskiej. Powołano Klub Starszych Instruktorek, realizujący zadania wyznaczone przez władze wojskowe. Największym problemem PWK był brak podstaw prawnych służby wojskowej kobiet. Brak regulacji zagrażał istnieniu PWK. Pomimo zgłoszenia problemu i rozmów z władzami wojskowymi, 23 maja 1924 roku Sejm uchwalił, że powszechna służba wojskowa (…) jest osobistym obowiązkiem każdego obywatela Rzeczypospolitej płci męskiej. Pomimo nieprzekonania władz państwowych, by wprowadziły zapisy umożliwiające kobietom odbywania służby wojskowej, PWK kontynuowało swoją działalność. W 1924 roku PWK brała udział w warszawskim święcie przysposobienia wojskowego. Parada przerodziła się w manifestację adresowaną do władz wojskowych i społeczeństwa. Ostatecznie KSPKdOK rozwiązano latem 1924 roku.
1 grudnia 1925 roku, na mocy decyzji Ministerstwa Wyznań Religijnych i Oświecenia Publicznego umożliwiono prowadzenie przysposobienia wojskowego kobiet w szkołach średnich, zawodowych, gimnazjach, seminariach i szkołach wyższych w formie hufców szkolnych w ramach Państwowego Urzędu Wychowania Fizycznego i Przysposobienia Wojskowego (PUWFiPW). Pierwsze hufce utworzono w Warszawie. Ministerstwo Spraw Wojskowych zdecydowało się przyznawać stypendia na opłacenie instruktorek.

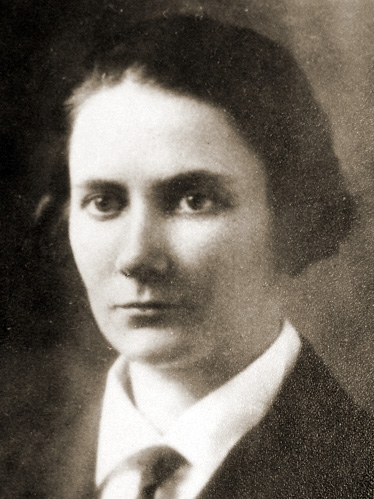
Maria Wittek, komendantka naczelna OPKdOK

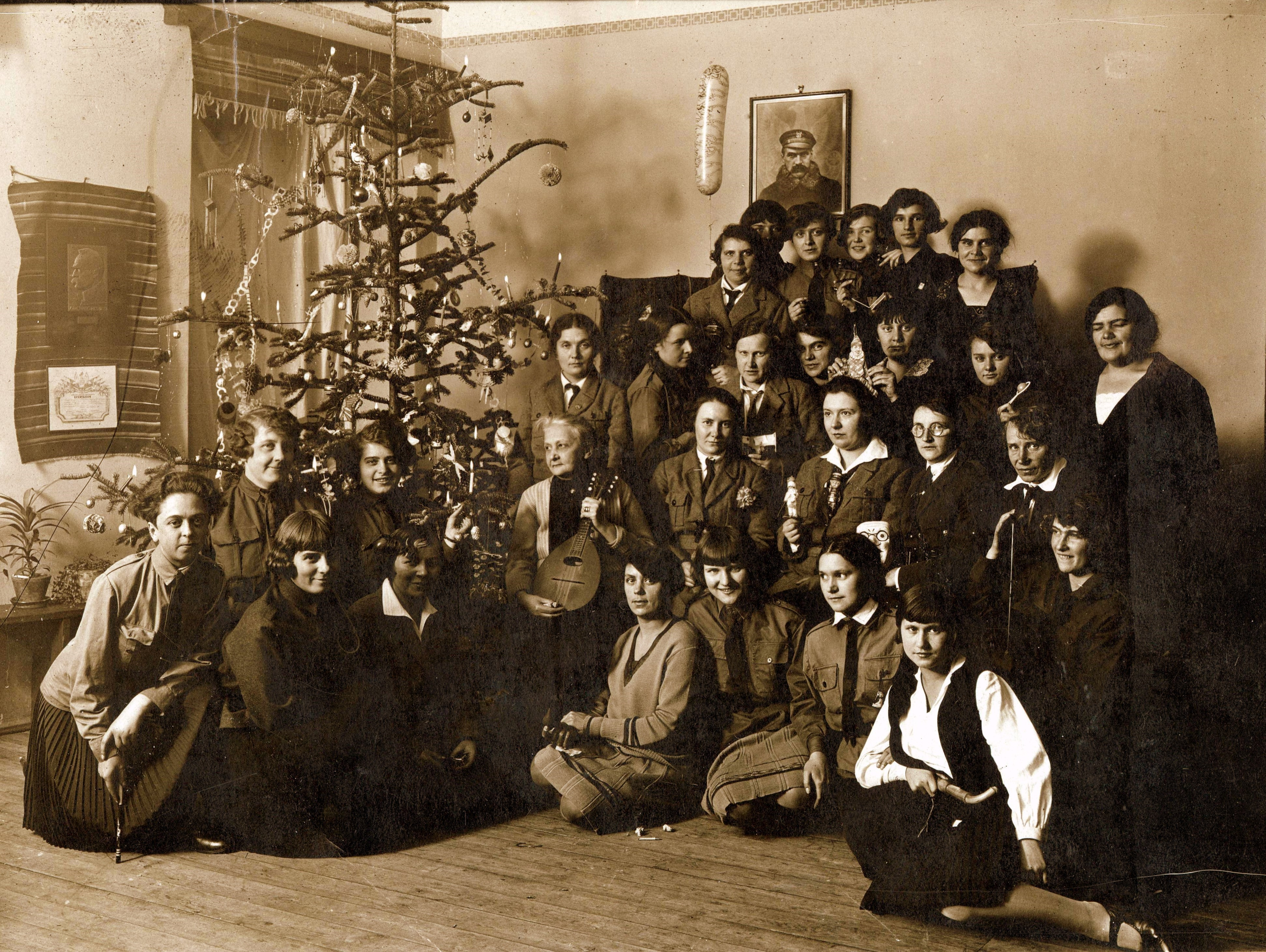
Spotkanie choinkowe Przysposobienia Wojskowego Kobiet Warszawa, około 1935 – w centrum (z Teorbanem) Aniela Masłowska (1864-1940), u góry, pod balonikiem i portretem Józefa Piłsudskiego – Aniela Łagowska (1897–1972) z widocznym krawatem

Po przewrocie majowym doszło do kryzysu w KSPKdOK. Część organizacji odeszła z jej struktur w wyniku prowadzenia i finansowania przez KSPKdOK obozów dla kobiet, wbrew statutowi określającemu, że Komitet może tylko koordynować działalność szkoleniową. Inne organizacje zrezygnowały z działalności w KSPKdOK z powodów politycznych. Pomimo odejścia części organizacji KSPKdOK zaczęło gwałtownie się rozwijać, głównie w wyniku zmiany nastawienia rządu, poparcia ze strony Józefa Piłsudskiego oraz wprowadzenia uchwał regulujących działalność organizacji. Na wniosek Marii Wittek KSPKdOK zastąpiono Organizacją Przysposobienia Kobiet do Obrony Kraju (OPKdOK). Nową organizację powołano 20 marca 1928 roku. Komendantką naczelną OPKdOK została Maria Wittek.
Józef Piłsudski, który po zamachu majowym objął stanowisko Generalnego Inspektora Sił Zbrojnych, przychylnie odnosił się do służby wojskowej kobiet. Największą uwagę poświęcił wyszkoleniu kobiet w służbie łączności. Ich zadaniem miało być utrzymanie łączności międzysztabowej za pomocą sieci telegrafów drukujących. Wyszkolenie łączniczki nazywanojuzistkami (od nazwiska Davida Edwarda Hughesa). W latach 1927–1936 wyszkolono ok. 360 kobiet. Pierwszą komendantką juzistek została Wanda Gertz, a następnie Elżbieta Daniłowska.
11 stycznia 1928 roku prezydent II Rzeczypospolitej Ignacy Mościcki wydał rozporządzenie dotyczące powszechnego obowiązku służby wojskowej. Do ustawy z 23 maja 1924 roku dopisano w art. 44, że do służby pomocniczej mogą być przyjmowanie osoby płci żeńskiej, które zgłoszą się do niej ochotniczo. 24 września 1934 roku zaktualizowano art 6., mówiący o pełnieniu wojskowej służby pomocniczej. Zgodnie z poprawką, do służby pomocniczej mogą być powoływane kobiety w wieku od 19 do 45 lat, które w czasie pokoju na skutek ochotniczego zgłoszenia się odbyły przysposobienie do wojskowej służby pomocniczej. 28 czerwca 1928 roku uchwalono Program wyszkolenia ogólnego PWK, a 16 stycznia 1929 roku Instrukcję o Organizacji Przysposobienia Wojskowego Kobiet. Ponadto w tym samym roku ukazała się Instrukcja dotycząca programów wyszkolenia instruktorskiego PWK. Podczas II Walnego Zjazdu podjęto uchwałę o utworzeniu sztandaru OPKdOK. Pierwszy sztandar został poświęcony 12 maja 1929 roku. Został przyznany Kołu Warszawskiemu.
W 1933 roku OPKdoOK powołały Drużyny Pracy Społecznej (DPS), zajmujące się przekazywaniem wiedzy specjalistycznej z zakresu biernej obrony przeciwlotniczej i przeciwgazowej oraz zasad udzielania pomocy wojsku podczas wojny. Ponadto DPS-y organizowały opiekę nad dziećmi, zwalczały analfabetyzm, organizowała spotkania z okazji świąt Bożego Narodzenia i Wielkiejnocy dla młodzieży, chorych i starców oraz prowadziła zbiórki na cele charytatywne. W 1938 roku działało 61 DPS-ów, skupiających 1000 członkiń.
10 września 1937 roku Ministerstwo Wyznań Religijnych i Oświecenia Publicznego wprowadziło obowiązkowy przedmiot szkolny przysposobienie do obrony kraju. Był on organizowany oddzielnie dla chłopców i dziewcząt. Ustawa realizowała podstawowe założenia wychowawczo-szkoleniowe PWK.
25 listopada 1938 roku PUWFiPW zarządził utworzenie na terenie całej Polski stanowisk komendantek powiatowych. Miały one zajmować się koordynowaniem prac wychowania fizycznego i przysposobienia wojskowego. 27 kwietnia 1938 roku OPKdoOK rozpoczął przygotowania do zreformowania organizacji. Zmiany miały ujednolicić struktury OPKdoOK. 11 lutego 1939 roku Organizacja Przysposobienia Wojskowego Kobiet uzyskała ze strony Rady Ministrów RP status stowarzyszenia wyższej użyteczności. W marcu 1939 roku w Warszawie odbył się Nadzwyczajny Walny Zjazd Przysposobienia Wojskowego Kobiet. Podczas zjazdu przedstawicielki szesnastu organizacji kobiecych uchwaliły powołanie Pogotowia Społecznego Przysposobienia Wojskowego Kobiet. Jej zadaniem było koordynowanie przygotowań kobiet do samoobrony i samopomocy na wybuch kolejnej wojny. Samopomoc i samoobrona obejmowały: opiekę zdrowotną, gospodarczą, nad dzieckiem, działalność propagandową, werbowanie sił potrzebnych do pracy w wojsku i administracji, przygotowania obrony i pomoc ludności na wypadek wojny.
W kwietniu 1939 roku w Komendzie Naczelnej PWK powołano Wydział Pogotowania Społecznego. Na jej czele stanęła Helena Sakowiczówna. Wydział składał się z pięciu sekcji: Pomocy Wojsku, Pomocy Ludności, Domu i Dziecka, Gospodarczej i Zdrowia. W czerwcu 1939 roku Maria Wittek przedstawiła projekt wojennej organizacji i mobilizacji kobiet. Projekt nie został przyjęty przez ówczesnego ministra spraw wojskowych, gen. Tadeusza Kasprzyckiego.
Podczas II wojny światowej większość pewiaczek była zaangażowana w obronie przeciwlotniczej i przeciwgazowej, służbie wartowniczej, łączności, służbie przeciwpożarowej, wojskowej służbie zdrowia, transporcie i służbie biurowej. Pełniły służbę w szeregach Armii Krajowej, Polskich Siłach Zbrojnych i Armii Ludowej.
27 stycznia 1948 roku Rada Ministrów wydała rozporządzenie o uchyleniu mocy obowiązującej rozporządzenia Rady Ministrów dniem 11 lutego 1939 roku Organizacja Przysposobienia Wojskowego Kobiet przestała mieć status stowarzyszenia wyższej uczelni.

## Struktura organizacji i członkowie
Członkinią PWK mogła być każda pełnoletnia Polka, zgadzająca się z programem organizacji. Ponadto przyjmowano kandydatki w wieku od 15 do 18 lat. Przed przyjęciem do organizacji musiały uzyskać zgodę rodziców i szkoły. Dziewczyny, które nie ukończyły piętnastego roku życia, mogły dołączać do hufczyków – zespołów przygotowawczych, prowadzonych przez PWK. Ze względu na różnice wynikające z wieku, pochodzenia i wykształcenia pewiaczek, szkolenia były odpowiednio dostosowywane.
Na czele PWK stała instruktorka. Mogła nią być członkini po minimum ośmiu latach pracy w organizacji z ogólną oceną wybitną. W 1939 roku w PWK działało 130 instruktorek, w tym:
- inspektorkę PWK – 1 (Marię Wittek);
- inspektorki – 10;
- podinspektorki – 8;
- starsze przewodniczki – 25;
- przewodniczki – 31;
- młodsze przewodniczki – 55.

W skład władz naczelnych Stowarzyszenia stały: Walny Zjazd Delegatek, Zarząd Naczelny, Komisja Rewizyjna i Sąd Honorowy. Prace Zarządu Naczelnego prowadzono w wydziałach i sekcjach. Zarówno strukturę organizacyjną jak i obsadę stanowisk często zmieniano. Na niższych szczeblach hierarchicznych działało 11 Komend Okręgów. Były one zlokalizowane przy Dowództwach Okręgów Korpusów i Korpusie Ochrony Pogranicza. Ponadto powołano kilka Komend Rejonowych: morską, wschodnią i wileńską.
Na początku lat 30. utworzono Komendy Powiatowe w powiatach, gdzie przyrost członkiń był wysoki. Na najniższym szczeblu struktury terytorialnej były koła lokalne. Pod koniec działalności PWK powołano 108 kół. Skupiały one wszystkie oddziały i sekcje danej miejscowości. Po 1924 roku tworzono Hufce Szkolne oraz Hufce Akademickie, prowadzone według wojskowych form i metod. W 1933 roku powołano pierwsze Drużyny Pracy Społecznej. Skupiały one absolwentki przysposobienia fachowego i wojskowego. 27 marca 1939 roku powstało Pogotowie Społeczne PWK, realizujące priorytetowe zadania dla PWK. Ponadto zadaniami Pogotowia było wspieranie wojska i pomocy ludności cywilnej w likwidacji skutków wojny.
W 1928 roku przysposobienie wojskowym objęto 60 tys. uczennic. Do 1935 roku liczba ta wzrosła do 200 tys. W roku ćwiczebnym 1930/1931 liczba pewiaczek wzrosła o jedną czwartą. Do lipca 1939 roku w PWK działało 57 organizacji, zrzeszających ok. 700 tys. członkiń. Formalnie zarejestrowanych pewiaczek było 47 tys..

## Umundurowanie
Członkinie PWK obowiązywały odpowiednie stroje oraz odznaki funkcyjne. Umundurowanie było jednolite dla wszystkich pewiaczek. W skład stroju wchodziły:
- mundur służbowy, noszony
- mundur ćwiczebny, noszony podczas obozów i ćwiczeń;
- strój gimnastyczne, noszony na zajęciach z wychowania fizycznego;
- strój cywilny.

Mundur służbowy noszono podczas wystąpień publicznych i codziennych zajęć. Składał się z bluzy (w kolorze khaki, z naszywkami wskazującymi na rodza służby wyszkolenia i oznaki stopnia) i spódnicy (zamiennie: spodni za kolano). Podczas wystąpień publicznych obowiązywała bluzka z granatowym krawatem i frencz z patkami oznaczającymi stopnie wyszkolenia. W skład umundurowania wchodziły również pas (z metalową klamrą z oznaką organizacji) i nakrycie głowy (kapelusz khaki, granatowy sukienny beret lub furażerka khaki). Do munduru zalecano dobrać obuwie: na niskim lub średnik obcasie w kolorze czarnym, ewentualnie brązowym. 
Strój gimnastyczny składał się z koszulki granatowej flanelowej lub białej bawełnianej i długich flanelowych granatowych spodnich lub krótkich czarnych spodenek.
Pewiaczki mogły mieć płaszcz gabardinowy w kolorze khaki, z przypinaną podszewką, o długości dostosowanej do długości spódnicy.

## Działalność
Działalność PWK prowadzono głównie w dwóch formach: w zespołach PWK na cotygodniowych zbiórkach lub w formie świetlicowej podczas roku szkolnego oraz podczas kursów i obozów letnich. Program szkolenia obejmowało trzy działy: wychowanie fizyczne, przysposobienie ogólne i przysposobienie specjalistyczne.
PWK prowadziło szkolenia i kursy. Podstawowe szkolenie obejmowało: wychowanie fizyczne, wychowanie obywatelskie, higienę i ratownictwo, naukę służby, strzelectwo, łucznictwo, obronę przeciwgazową i przeciwlotniczą, administrację, organizację pracy przysposobienia wojskowego kobiet oraz naukę własną. Kurs trwał łącznie 150 godzin i był realizowany w ciągu dwóch lat. Po ukończeniu kursu członkinie wybierały dział pomocniczych służb wojskowych, w których chciały zdobyć specjalizację. Najważniejsze kursy specjalistyczne to: wychowanie obywatelskie, wychowanie fizyczne i sporty specjalne, strzelectwo i łucznictwo (we współpracy ze Związkiem Strzeleckim), łączność, przysposobienie wojskowo-administracje (we współpracy ze Służbą Obywatelską), kursy sanitarne (we współpracy z Polskim Czerwonym Krzyżem i Związkiem Ochotniczym Straży Pożarnych), ochrona przeciwgazowa i przeciwlotnicza (we współpracy z Ligą Obrony Powietrznej i Przeciwgazowej), przysposobienie zawodowe.
Program szkolenia opierał się na programie wyszkolenia ogólno-wojskowego i specjalistycznego. Podczas kursów odbywających się zimą kandydatki musiały mieć wyszkolenie w służbie polowej. Podczas szkoleń unikano wykładów na rzecz dyskusji i zajęć praktycznych.

## Obozy pewiackie

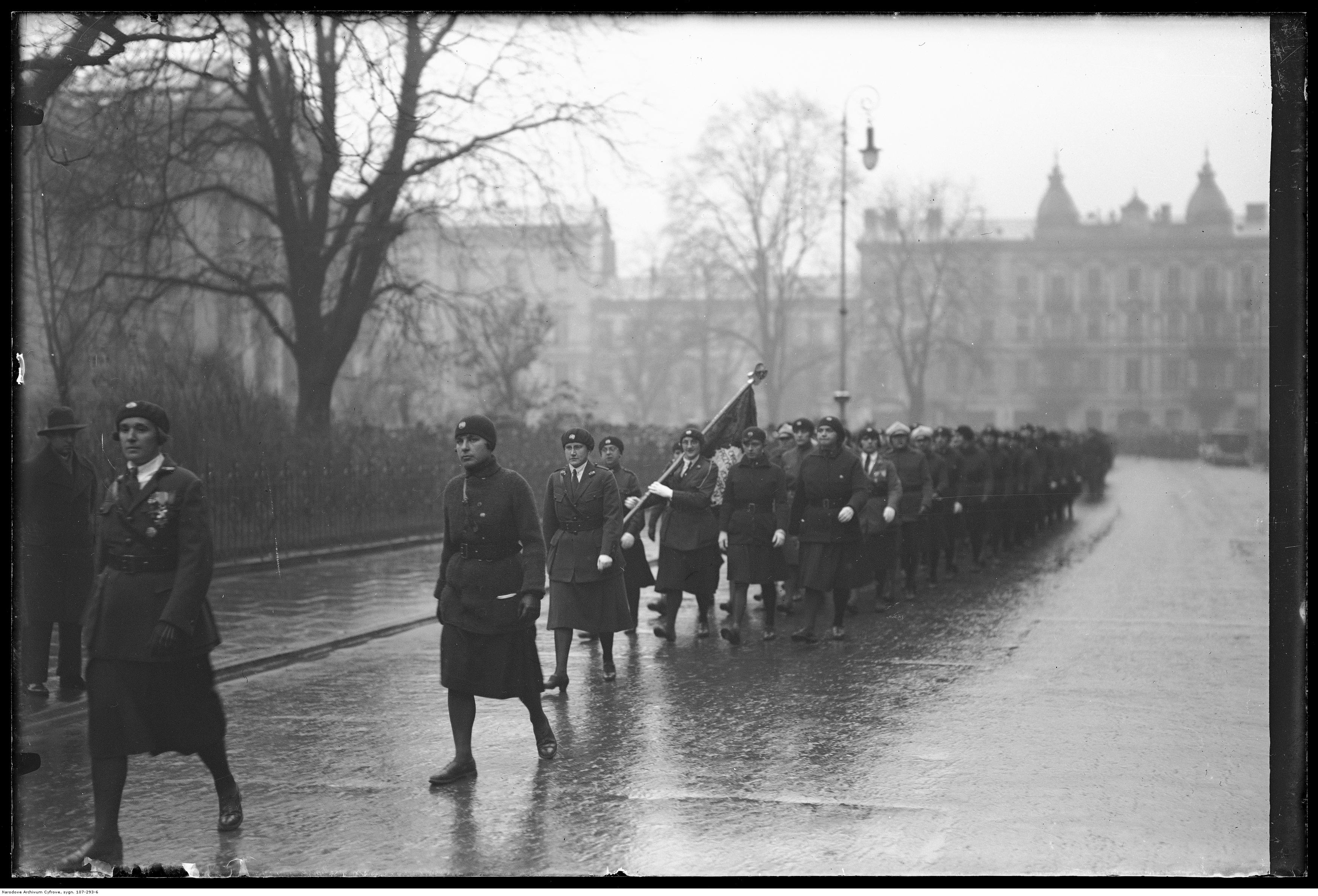
Oddział PWK podczas defilady z okazji Święta Niepodległości. Warszawa, rok 1929

Część szkoleń PWK odbywała się podczas letnich i zimowych obozów szkoleniowych. Pierwsze obozy zorganizowano w 1923 roku w Zagórzanach oraz Orżewie. Na obozach bardzo dużą wagę przywiązywano do treningów sportowych. Dodatkowo na obozach zimowych realizowano kursy narciarskie. Tworzono specjalne obozy, podczas których prowadzono kursy samoobrony i przygotowania do działalności społecznej. Kurs ten był adresowany dla kobiet dorosłych mających średnie lub wyższe wykształcenie. W 1929 roku wprowadzono instrukcję o obozach letnich przystosowania wojskowego kobiet, który prawie sankcjonował tę formę edukacji obronnej kobiet, traktowanej jako przygotowanie do pomocniczej służby wojskowej. Stały pobyt w zdyscyplinowanej grupie obozowej pozytywnie wpływał na integrację członkiń oraz umożliwiał prowadzenie zajęć praktycznych pod okiem instruktorek.

## Symbole

### Sztandary
Podczas II Walnego Zjazdu w 1929 roku uchwalono wprowadzenie sztandaru OPKdOK. Pierwszy sztandar poświęcono 12 maja 1929 roku. Został przyznany Kołu Warszawskiemu. W uroczystości poświęcenia sztandaru brali udział: prezydentowa Michalina Mościcka, marszałkowa Aleksandra Piłsudska, Minister Wyznań Religijnych i Oświecenia Publicznego dr Sławomir Czerwiński, dyrektor PUWFiPW płk Władysław Kiliński. Do 1939 roku siedemnaście kół lokalnych otrzymało swoje sztandary. Były to m.in.: Bydgoszcz, Katowice, Kraków, Lublin, Lwów, Poznań, Radom, Toruń.

### Hymn
Hymnem PWK była pieśń pt. Marsz pewiaczek, skomponowana przez Feliksa Nowowiejskiego. Utwór został specjalnie skomponowany w 1936 roku na uroczystość poświęcenia sztandardu PWK w Poznaniu. Hymn stał się najbardziej rozpoznawalną pieśnią organizacyjną.

## Udział w ważnych wydarzeniach
Kobiety brały udział we wszystkich świętach państwowych, wojskowych i patriotyczno-religijnych. Podczas niektórych uroczystości obecne były małżonki najważniejszych polskich polityków, m.in. Aleksandra Piłsudska. Ponadto członkiniom PWK zalecono branie udziału w popularnych świętach sportu.

## Pamięć
W styczniu 2017 roku swoją działalność rozpoczęła Ogólnopolska Grupa Rekonstrukcji Historycznej Przysposobienia Wojskowego Kobiet. Działalność stowarzyszenia opiera się na upamiętnianiu i pielęgnowaniu historii PWK.